# Тімія баварська
Тімія баварська (Timmia bavarica) — вид мохів порядку тіміальних (Timmiales).

## Поширення
Батьківщиною є Європа, Північна Америка, Азія.